# LOVE涙色
「LOVE涙色」（ラブなみだいろ）は、松浦亜弥の3枚目のシングル。2001年9月5日に発売された。

## 解説
本作で『第52回NHK紅白歌合戦』に出場し、紅白歌合戦に初出演。21世紀最初の紅白歌合戦のトップバッターを務めた。
『歌謡チャリティーコンサート』では、この曲のオーケストラバージョンを披露した。
モーニング娘。第5期メンバーオーディションの最終選考の課題曲に使用された。
テレビ東京系列『アイドルをさがせ!』オープニングテーマ。

## 収録曲
全作詞・作曲：つんく
1. LOVE涙色 [4:19]
編曲：渡部チェル
2. ○○-女子校生の主張- [4:53]
編曲：鈴木俊介
3. LOVE涙色(Instrumental) [4:16]

## 参加ミュージシャン
LOVE涙色
- アコースティックピアノ&プログラミング：渡部チェル
- ベース：清水玲
- ギター：川瀬智
- コーラス：松浦亜弥・つんく

○○-女子校生の主張-
- ドラム：湊雅史
- ベース：沖山優司
- ギター：鈴木俊介
- ウーリッツァー：中西康晴
- タンバリン：田井基良
- コーラス：松浦亜弥

## カバー
- ルイーズ・ナーディング - トリビュートアルバム『カバー・モーニング娘。ハロー!プロジェクト!』（2002年12月18日）に収録。
- 亀井絵里、岡井千聖、新垣里沙、高橋愛、夏焼雅、菅谷梨沙子 - 配信カバーアルバム『ハロカバ』に収録。